# Vezza d'Alba
Vezza d'Alba är en ort och kommun i provinsen Cuneo i regionen Piemonte i Italien. Kommunen hade 2 285 invånare (2018).